# Szereg harmoniczny
Szereg harmoniczny – szereg liczbowy postaci:
{\displaystyle \sum _{n=1}^{\infty }{\frac {1}{n}}=1+{\frac {1}{2}}+{\frac {1}{3}}+{\frac {1}{4}}+\ldots }
Kolejne sumy częściowe szeregu harmonicznego
{\displaystyle H_{n}=\sum _{k=1}^{n}{\frac {1}{k}},}
nazywają się liczbami harmonicznymi.
Nazwa szeregu pochodzi stąd, że każdy wyraz szeregu od drugiego począwszy jest średnią harmoniczną dwóch wyrazów bezpośrednio z nim sąsiadujących:
{\displaystyle \operatorname {H} \left({\frac {1}{n-1}},{\frac {1}{n+1}}\right)={\frac {2}{\left({\frac {1}{n-1}}\right)^{-1}+\left({\frac {1}{n+1}}\right)^{-1}}}={\frac {2}{(n-1)+(n+1)}}={\frac {1}{n}}.}
Łatwo też sprawdzić, że każdy wyraz od drugiego począwszy jest równy połowie średniej harmonicznej wszystkich wcześniejszych wyrazów.

## Rozbieżność szeregu harmonicznego
Szereg harmoniczny jest rozbieżny do nieskończoności
{\displaystyle \sum _{n=1}^{\infty }{\frac {1}{n}}=\infty .}

### Dowód Mikołaja z Oresme
Pomysł poniższego dowodu rozbieżności szeregu harmonicznego pochodzi od Mikołaja z Oresme i jest jednym z ważniejszych osiągnięć średniowiecznej matematyki.
Kolejne składniki od drugiego począwszy grupujemy w nawiasy, przy czym każda następna grupa ma dwa razy więcej składników niż poprzednia.
{\displaystyle 1+\left({\frac {1}{2}}\right)+\left({\frac {1}{3}}+{\frac {1}{4}}\right)+\left({\frac {1}{5}}+{\frac {1}{6}}+{\frac {1}{7}}+{\frac {1}{8}}\right)+\ldots +\underbrace {\left({\frac {1}{2^{n}+1}}+{\frac {1}{2^{n}+2}}+\ldots +{\frac {1}{2^{n+1}}}\right)} _{2^{n}\ {\text{składników}}}+\ldots }
Ponieważ
{\displaystyle {\frac {1}{2}}\geqslant {\frac {1}{2}}}
{\displaystyle {\frac {1}{3}}+{\frac {1}{4}}\ >\ {\frac {1}{4}}+{\frac {1}{4}}={\frac {1}{2}}}
{\displaystyle {\frac {1}{5}}+{\frac {1}{6}}+{\frac {1}{7}}+{\frac {1}{8}}\ >\ {\frac {1}{8}}+{\frac {1}{8}}+{\frac {1}{8}}+{\frac {1}{8}}={\frac {1}{2}}}
i ogólnie
{\displaystyle {\frac {1}{2^{n}+1}}+{\frac {1}{2^{n}+2}}+\ldots +{\frac {1}{2^{n+1}}}\ >\ \underbrace {{\frac {1}{2^{n+1}}}+{\frac {1}{2^{n+1}}}+\ldots +{\frac {1}{2^{n+1}}}} _{2^{n}\ {\text{identycznych składników}}}={\frac {1}{2}},}
więc
{\displaystyle H_{2^{n}}\geqslant 1+{\tfrac {1}{2}}n.}
Oznacza to, że ciąg sum częściowych {\displaystyle H_{i}} jest rozbieżny do {\displaystyle \infty }.

### Dowód Pietra Mengolego
W 1650 w pracy Novae quadraturae arithmeticae seu de additione fractionum dowód rozbieżności podał Pietro Mengoli.
Grupujemy składniki szeregu w nawiasy po trzy składniki od drugiego począwszy:
{\displaystyle 1+\left({\frac {1}{2}}+{\frac {1}{3}}+{\frac {1}{4}}\right)+\left({\frac {1}{5}}+{\frac {1}{6}}+{\frac {1}{7}}\right)+\left({\frac {1}{8}}+{\frac {1}{9}}+{\frac {1}{10}}\right)+\ldots +\left({\frac {1}{3k-1}}+{\frac {1}{3k}}+{\frac {1}{3k+1}}\right)+\ldots }
Ponieważ
{\displaystyle {\frac {1}{2}}+{\frac {1}{3}}+{\frac {1}{4}}>1}
{\displaystyle {\frac {1}{5}}+{\frac {1}{6}}+{\frac {1}{7}}>{\frac {1}{2}}}
{\displaystyle {\frac {1}{8}}+{\frac {1}{9}}+{\frac {1}{10}}>{\frac {1}{3}}}
i ogólnie
{\displaystyle {\frac {1}{3k-1}}+{\frac {1}{3k}}+{\frac {1}{3k+1}}={\frac {27k^{2}-1}{3k(9k^{2}-1)}}={\frac {1}{k}}+{\frac {2}{3k(9k^{2}-1)}}>{\frac {1}{k}},}
więc
{\displaystyle H_{3k+1}>1+1+{\frac {1}{2}}+{\frac {1}{3}}+\ldots +{\frac {1}{k}}=1+H_{k},}
co w efekcie daje
{\displaystyle H_{3k+1}-H_{k}>1.}
Oznacza to, że ciąg sum częściowych {\displaystyle H_{i}} nie spełnia warunku Cauchy’ego; nie jest więc zbieżny.

### Dowód Bradleya
Bradley podał w roku 2000 następujący dowód rozbieżności szeregu harmonicznego.
Dla dowolnej liczby {\displaystyle x>-1} spełniona jest nierówność
{\displaystyle x\geqslant \ln(x+1),}
a stąd
{\displaystyle {\frac {1}{k}}\geqslant \ln \left(1+{\frac {1}{k}}\right)=\ln \left({\frac {k+1}{k}}\right)=\ln(k+1)-\ln k.}
Ciąg sum częściowych można więc oszacować:
{\displaystyle {\begin{aligned}H_{n}&=\sum _{k=1}^{n}{\frac {1}{k}}\geqslant \sum _{k=1}^{n}(\ln(k+1)-\ln k)=\ln(n+1).\end{aligned}}}
Ponieważ
{\displaystyle \lim _{n\to \infty }\ln(n+1)=\infty ,}
zachodzi
{\displaystyle \lim _{n\to \infty }H_{n}=\infty .}

## Ciąg liczb harmonicznych
Ciąg liczb harmonicznych {\displaystyle (H_{n})} jest rozbieżny do {\displaystyle \infty ,} ale rośnie powoli a jego wzrost można opisać zależnością:
{\displaystyle \lim _{n\to \infty }(\ H_{n}-\ln(n)\ )=\gamma ,}
gdzie {\displaystyle \gamma } = 0,5772156649… jest tzw. stałą Eulera. Oznacza to, że szereg harmoniczny rośnie tak szybko jak funkcja logarytm naturalny. Dokładniejsze oszacowanie liczby {\displaystyle H_{n}} jest dane wzorem
{\displaystyle H_{n}=\ln n+\gamma +{\frac {1}{2n}}-{\frac {1}{12n^{2}}}+O\left({\frac {1}{n^{4}}}\right).}

## Niektóre uogólnienia
Uogólniony szereg harmoniczny postaci
{\displaystyle \sum _{n=1}^{\infty }{\frac {1}{an+b}}}
jest rozbieżny przy dowolnych wartościach {\displaystyle a\neq 0,b\in \mathbb {R} ,an+b\neq 0.}
Euler udowodnił rozbieżność szeregu
{\displaystyle \sum _{n=1}^{\infty }{\frac {1}{p_{n}}},}
gdzie {\displaystyle p_{n}} jest {\displaystyle n}-tą liczbą pierwszą.

## Szeregi harmoniczne wyższych rzędów
Szeregiem harmonicznym rzędu α nazywa się szereg postaci:
{\displaystyle \sum _{n=1}^{\infty }{\frac {1}{n^{\alpha }}}=1+{\frac {1}{2^{\alpha }}}+{\frac {1}{3^{\alpha }}}+{\frac {1}{4^{\alpha }}}+\ldots }
Szereg ten jest zbieżny dla {\displaystyle \alpha >1} i rozbieżny w przeciwnym przypadku. Jeżeli dopuści się, by {\displaystyle \alpha } przyjmowało wartości zespolone i każdej liczbie {\displaystyle \alpha ,} dla której szereg jest zbieżny, przypisze się jego sumę, to tak utworzona funkcja nosi nazwę funkcji dzeta {\displaystyle \zeta } Riemanna:
{\displaystyle \zeta (\alpha )=\sum _{n=1}^{\infty }{\frac {1}{n^{\alpha }}}.}
Funkcja ta ma podstawowe znaczenie w teorii liczb. Związana jest z nią słynna i nierozstrzygnięta do dzisiaj hipoteza Riemanna.
Ponadto, szereg naprzemienny
{\displaystyle \sum _{n=1}^{\infty }{\frac {(-1)^{n+1}}{n}}=\ln 2.}
jest zbieżny, jednak tylko warunkowo. Wynika to na przykład z rozwinięcia funkcji logarytm naturalny w szereg Taylora.
Natomiast szereg:
{\displaystyle \sum _{n=1}^{\infty }\epsilon _{n}{\frac {1}{n}},}
gdzie {\displaystyle \epsilon _{n}} to zmienne losowe przyjmujące z prawdopodobieństwem ½ wartości 1 i -1, jest zbieżny prawie na pewno. Wynika to z twierdzenia Kołmogorowa o trzech szeregach, bo wartości bezwzględne zmiennych są wspólnie ograniczone, wartości oczekiwane równe 0, a wariancje równe {\displaystyle {\frac {1}{n^{2}}},} co jest szeregiem zbieżnym.